# أولاد نامي
أولاد نامي (بالإنجليزية: Ouled Na'mi)‏ هو شعيب (وادي) في المغرب. وهو قريب من دار سيدي نعومي. و درع الكرم و معبدة.. يبلغ متوسط ارتفاعها 174 مترًا فوق مستوى سطح البحر.